# Pruebas de caja gris
Las Pruebas de caja gris , también llamado análisis de caja gris, es una estrategia para la depuración de software en el que el tester tiene un conocimiento limitado de los detalles internos del programa. Un cuadro gris es un dispositivo, programa o sistema cuyo funcionamiento se entienden parcialmente.

## Diferencias
Las pruebas de caja gris pueden ser contrastadas con las pruebas de caja negra, un escenario en el que el tester no tiene conocimiento o acceso a los procesos internos de un programa, o las pruebas de caja blanca, un escenario en el que se conocen completamente los detalles internos. Las pruebas de caja gris se utilizan comúnmente en las Pruebas de penetración.

## Extensión
Las pruebas de caja gris son consideradas como no intrusivas e imparcial, ya que no requieren que el tester tenga acceso al código fuente. Con respecto a los procesos internos, las pruebas de caja gris tratan al programa como un cuadro negro que debe ser analizado desde el exterior. Durante una prueba de caja gris, la persona puede saber cómo interactúan los componentes del sistema, pero no tienen un conocimiento detallado acerca de las funciones internas de los programas y el funcionamiento. Existe una clara distinción entre el promotor y el tester, minimizando así el riesgo de conflictos de personal.